# Typhloplanella halleziana
Typhloplanella halleziana är en plattmaskart. Typhloplanella halleziana ingår i släktet Typhloplanella och familjen Typhloplanidae. Inga underarter finns listade i Catalogue of Life.